# M'Garto
M'Garto (àrab امڭارطو) és una comuna rural de la província de Settat de la regió de Casablanca-Settat. Segons el cens de 2014 tenia una població total de 8.514 persones.